# Natalia Obrenović
Natalia Obrenović (serbi: Наталија Обреновић)  (Florència, 14 de maig de 1859 - Saint-Denis, 5 de maig de 1941) (ciríl·lic: Наталија Обреновић), de soltera Natalia Keschko (rus: Наталья Кешко), coneguda com a Natalie de Sèrbia va ser la princesa consort de Sèrbia 1875-1882 i després reina consort de Sèrbia de 1882 a 1889, com a esposa de Milà I de Sèrbia. D'origen ètnic romanès, era la filla del coronel rus Petre J. Keşco i la noble romanesa Pulcheria Sturdza.
Casà el 17 d'octubre de 1875 amb el príncep (més tard rei) Milà I de Sèrbia, el qual la repudià, pel seu caràcter altiu, dominador i autònom, aconseguint el divorci el 24 d'octubre de 1888, el que desacredità molt al monarca doncs la conducta privada d'aquest tenia molt poc d'exemplar. Natalia protesta del divorci amb tant mala sort que ni encara al renunciar Milà a la corona el 1889, va poder tornar ella a Sèrbia, ja que els regents del regne durant la minoria d'edat d'Alexandre I, la invitaren a abandonar el país, i com que respongué que nomes abandonaria el país si s'emprava la força, se la conduí sota custòdia a l'estació ferroviària, i llavors es traslladà a Semlin (Eslovènia) llavors pertanyen a Àustria.
Després d'haver dirigit al poble serbi un manifest en el que protestava del desterro que se l'imposà, s'embarcà vers Drobeta-Turnu Severin. Efectuà llargs viatges arreu d'Europa i restà a Donòstia. En aquella època residia habitualment a Biarritz, i el gener de 1893 semblava que es reconciliaria amb el seu marit doncs l'ex-rei Milà la visitava diàriament. El març de 1893, Natalia s'embarcà a Marsella, rumb a Constantinoble, i aquell mateix any visità Sebastòpol, Venècia i altres ciutats europees. El 7 de maig de 1893 es reconcilià amb el seu espòs, i encara que la influència de Natalia a Sèrbia havia augmentat des del seu divorci, l'ex reina no tornà a ocupar-se d'afers polítics.
El 12 d'abril de 1902 es convertí al catolicisme a Berck (Pas de Calais). Continuà vivint a Biarritz principalment, i a París i a Viena, dedicada a la pràctica d'obres pietoses, i procurà envoltar-se de literats i artistes. El matrimoni del seu fill Alexandre amb Alexandre amb Draga la disgusta extremadament, i precisament a París rebé la noticia del seu assassinat. Natalia va poder aconseguir que li fos entregat el cos del seu fill, així com els seus béns i efectes personals, i des de llavors va viure completament retirada. Llavors el nou Govern li oferí una pensió, que l'ex-reina refusà. Publicà: Mémoires de Natalie, reine de Serbie (París, 1891).